# Блискост (филм)
Блискост (енгл. Closer) је америчка романтична драма из 2004. године, редитеља Мајкла Николса. Овен и Портманова су добили Златне глобусе за своје изведбе, док је он добио још и BAFTA награду, а она не, иако је била номинована. Обоје су били у конкуренцији за Оскар за најбољу споредну улогу. Филм је снимљен у Лондону.
Ана ради као фотограф и удата је за Ларија, који је доктор. Они су просечан брачни пар, са својим свакодневним размирицама. Међутим, када Ана упозна младог писца Дена, а Лари стриптизету Алис, њихов однос ће бити пољуљан. Алис и Ден су били у вези, али се он заљубљује у Ану, која га је фотографисала за насловницу његове нове књиге. Повређен и преварен, Лари проналази утеху у наручју атрактивне стриптизете.
Ово је прича о модерним везама, иако жанровски припада романтичним драмама, све је приказано реално, натуралистички и мучно. Због сцена секса и вулгаризама које користе сва четири лика, забрањен је за узраст млађи од осамнаест година.
- Занимљивост: Пре почетка снимања, Натали Портман је Робертсовој поклонила огрлицу на којој пише Cunt („Пичка“), алудирајући на њену улогу негативца која је чека у филму.[1]

## Улоге
| Глумац         | Улога       |
| -------------- | ----------- |
| Џулија Робертс | Ана Камерон |
| Џуд Ло         | Ден Вулф    |
| Натали Портман | Алис Ајрис  |
| Клајв Овен     | Лари Греј   |